# Wacław Szubert

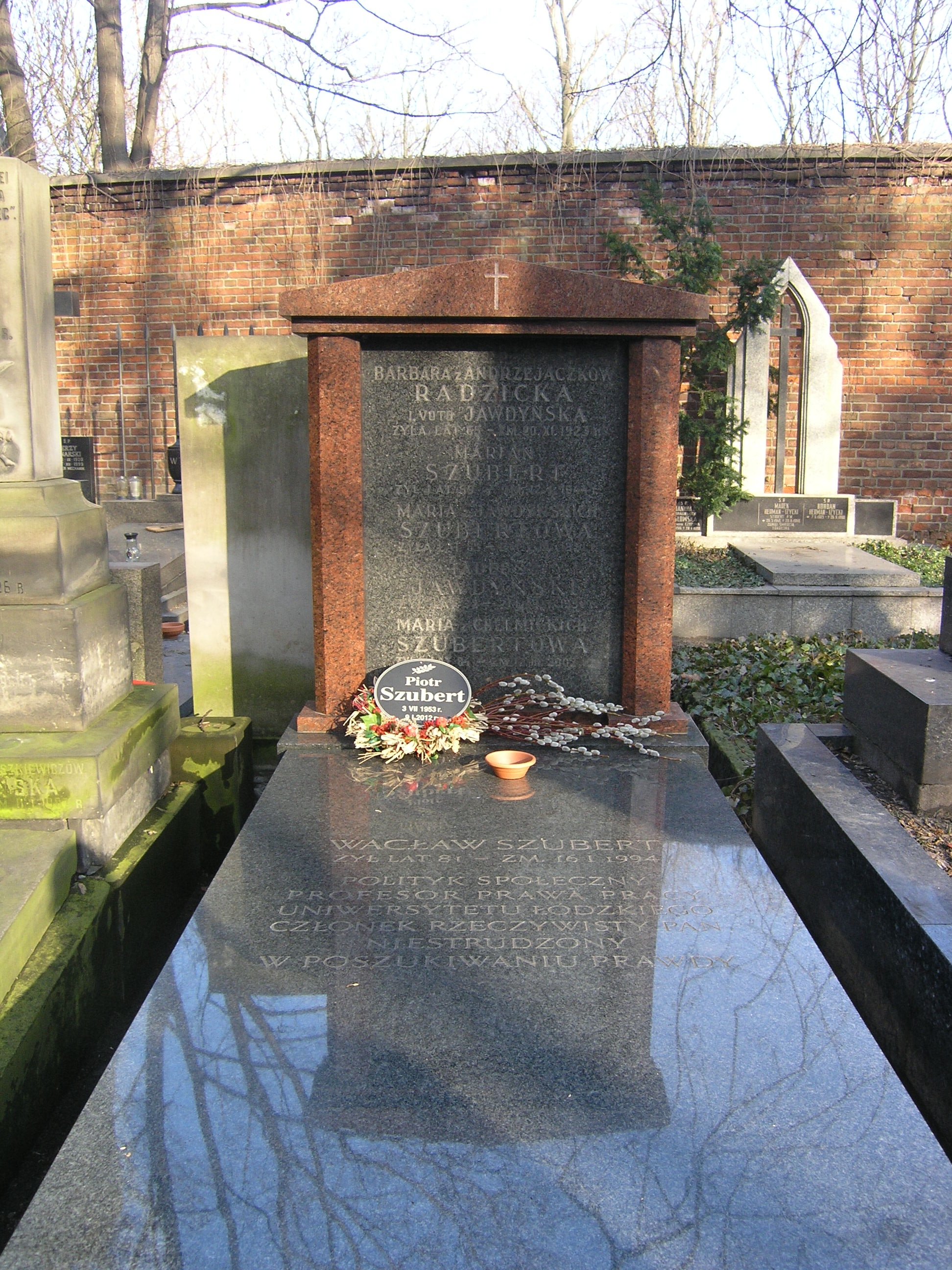
Grób Wacława Szuberta na Starych Powązkach w Warszawie (stan na marzec 2012)

Wacław Stefan Szubert ps. „Wagner”, „Wirski” (ur. 19 września 1912 we Włocławku, zm. 16 stycznia 1994 w Warszawie) – polski ekonomista, prawnik, profesor Uniwersytetu Łódzkiego, zastępca dyrektora Departamentu Pracy i Opieki Społecznej Delegatury Rządu na Kraj od połowy 1943 roku.

## Życiorys
W latach 1953–1955 oraz 1965–1969 był dziekanem Wydziału Prawa Uniwersytetu Łódzkiego. Od 1976 członek rzeczywisty Polskiej Akademii Nauk. Uhonorowany trzema doktoratami honoris causa uczelni krajowych (Uniwersytetu Wrocławskiego, Łódzkiego i Jagiellońskiego) i jednym zagranicznym (Uniwersytetu Bordeaux I).
Autor wielu książek i publikacji naukowych z zakresu polityki społecznej, prawa pracy i ubezpieczeń społecznych.
Uczestnik prac Centrum Obywatelskich Inicjatyw Ustawodawczych Solidarności. Członek Społecznej Rady Legislacyjnej – agendy/jednostki COIU.
Jest patronem Medalu im. Wacława Szuberta.
Pochowany w Warszawie na cmentarzu Powązkowskim (kw.188-3-12).

## Odznaczenia[5]
- Krzyż Komandorski Orderu Odrodzenia Polski
- Krzyż Kawalerski Orderu Odrodzenia Polski
- Medal 10-lecia Polski Ludowej
- Medal 30-lecia Polski Ludowej
- Medal 40-lecia Polski Ludowej

## Wybrane prace
- Ochrona pracy (1966)
- Studia z polityki społecznej (1973)
- Zarys prawa pracy (1976)
- Ubezpieczenia społeczne. Zarys systemu (1987)